# مارسل آرتلسا
مارسل آرتلسا (به فرانسوی: Marcel Artelesa) بازیکن فوتبال و مدافع اهل فرانسه بود که از سال ۱۹۶۳ تا ۱۹۶۶ میلادی عضو تیم ملی فوتبال فرانسه بود. وی در ۲۱ بازی ملی حضور داشت و در بازی‌های ملی‌اش ۱ گل به ثمر رساند.